# Haslev Seminarium
Haslev Seminarium fandtes fra 1905-2010. Fra 2008-10 var seminariet et kombineret lærer- og pædagogseminarium.
Oprindeligt var Haslev Seminarium en selvejende institution, der blev oprettet i 1905 i Haslev af Indre Mission til uddannelse af folkeskolelærere. De mest markante tilbygninger fra 1962–69 er undervisningsfløje og et kollegium med værelser til 100 lærerstuderende tegnet af arkitektparret Inger og Johannes Exner. Seminariet lukkede pr. 1. september 2010.
Fra 2008 huses Hindholm Socialpædagogiske Seminarium på Haslev Seminarium, hvis officielle betegnelse for tiden er: Læreruddannelsen i Haslev under Professionshøjskolen Sjælland University College. Tidligere (fra 2001) var betegnelsen: CVU Sjælland.[kilde mangler]
Tidligere valgte mennesker en læreruddannelse fra Haslev Seminarium (eller et af de andre kristne seminarier) på grund af det kristne islæt; men det har med tiden ændret sig, så seminariet vælges på grund af sin beliggenhed, og mange studerende ved ikke, at seminariet er grundlagt som et kristent seminarium i en indremissionsk by. De andre indremissionske seminarier er Nørre Nissum Seminarium fra 1892 og Århus Seminarium fra 1909. Oprindeligt grundlagt som KFUM-seminarier er: Frederiksberg Seminarium og Hellerup Seminarium.
Haslev Seminariums Elevforening er en selskabelig forening for tidligere seminarieelever / lærerstuderende.[kilde mangler]

## Forstandere og rektorer
Fra 1959 tituleredes seminarieforstandere som rektorer
- 1905-1918 Oscar Pedersen
- 1919–1950 N.H. Rasmussen (1882–1955)
- 1950–1977 K.F. Brondbjerg (1907–1990)
- 1977-1993 Johannes Honoré (1933-2006)
- 1993-2002 Finn Erik Larsen (1940- )
- 2002-2008 Sverri Hammer úr Skúoy (1965- )

## Kendte dimittender
- 1914 Rasmus Christian Rasmussen, viceskoleinspektør og sløjdlærer
- 1930 Martin A. Hansen, lærer og forfatter
- 1956 Lars Chemnitz, grønlandsk politiker
- 1970 Henning Jensen, socialdemokratisk borgmester i Næstved (1988-2011)
- 1972 Jens Christian Larsen, venstre-politiker
- 1988 Jann Sjursen, medlem af Kristeligt Folkeparti, MF, energiminister (1993-94)